# Tour des Graziani
La tour des Graziani (également appelée tour des Ceroni) est une tour médiévale située à Rome . 

## Histoire
La tour a été construite aux XIIe siècle/XIIIe siècle pour la célèbre famille romaine Ceroni. Les briques utilisées pour construire la tour provenaient des ruines des thermes de Trajan situés à proximité. Plus tard, la famille Graziani est devenue propriétaire de la tour et y a vécu jusqu'au XVe siècle. Aujourd'hui, la tour fait partie du bâtiment de l'institut religieux Figlie di Maria Santissima dell'Orto . 

## Emplacement
La tour est située sur la Piazza di San Martino ai Monti sur la colline Oppio, qui fait partie de l’Esquilin, l’une des sept collines de Rome. Sur la place se trouve également une tour similaire, la tour des Capocci, plus haute, dont la construction a eu lieu à la même époque. La tour des Graziani est différente de la tour des Capocci, mais est intégrée dans un bâtiment adjacent ,. 